# Chaetopteryx bulgaricus
Chaetopteryx bulgaricus är en nattsländeart som beskrevs av Kumanski 1969. Chaetopteryx bulgaricus ingår i släktet Chaetopteryx och familjen husmasknattsländor. Inga underarter finns listade i Catalogue of Life.